# Bataille de Davydiv Brid
 (février 2024).
Invasion de l'Ukraine par la Russie de 2022
Batailles
Offensive de Kiev (Jytomyr, Kiev) : 
- 1re Hostomel
- Tchernobyl
- Ivankiv
- Kiev
- 2e Hostomel
- Vassylkiv
- Boutcha
- Irpin
  - Bombardement de réfugiés
- Jytomyr
- Mochtchoun
- Makariv
- Brovary

Offensive du Nord (Tchernihiv, Soumy) :
- Hloukhiv
- Slavoutytch
- Bombardements
- Soumy
- Trostianets
- Tchernihiv
- Okhtyrka
- Lebedyn
- Konotop
- Romny
- Desna
- Escarmouches frontalières

Russie  (Briansk, Belgorod) :
- Incursions en Russie occidentale
  - Oblast de Briansk
  - Oblasts de Belgorod et de Koursk
    - Incursions de 2024

  - Bombardement de Belgorod
- Oblast de Koursk (août 2024)

Campagne de l'Est (Donetsk, Louhansk, Kharkiv)
Kharkiv :
- 1re Kharkiv
  - Tchouhouïv
  - Bombardements : en février
  - en mars
  - en avril
  - du bâtiment administratif
- Izioum
- 2e Kharkiv
  - Balaklia
  - 1re Koupiansk
  - Chevtchenkove
- 3e Kharkiv

Nord du Donbass:
- Starobilsk
- Sloviansk
  - Dovhenke
  - 1re Lyman
  - Sviatohirsk
  - Bohorodychne et Krasnopillia
  - Bombardements : Bilohorivka
  - Kramatorsk
- Sievierodonetsk
  - Kreminna
  - Donets
  - Roubijné
  - Popasna
  - Tochkivka
  - Massacre
- Lyssytchansk
- 2e Kharkiv
  - Balaklia
  - 1re Koupiansk
  - Chevtchenkove
  - 2e Lyman
- Oblast de Louhansk
  - Ligne Svatove-Kreminna
  - Serebryansky
  - 2e Koupiansk

 Centre du Donbass:
- Horlivka
- Popasna
- Svitlodarsk
- Bakhmout
  - Soledar
- Siversk
- Tchassiv Iar
- Toretsk

Sud du Donbass :
- Volnovakha
- Marioupol
  - Bombardements : de l'hôpital
  - du théâtre
  - de l'école d'art
- Pisky
- Vouhledar
  - Pavlivka
- Marïnka
- Contre-offensive de 2023
- Avdiïvka
- Novomykhaïlivka
- Pokrovsk
  - Krasnohorivka
  - Toretsk
- Bombardements :
- Makiïvka
- Donetsk

Campagne du Sud (Mykolaïv, Kherson, Zaporijjia)
- 1re Kherson
- Odessa
- Melitopol
- Mykolaïv
  - Bombardements : à fragmentation
  - du bâtiment administratif
- 1re Berdiansk
- Zaporijjia
- Tchornobaïvka
- Enerhodar
- Voznessensk
- Houliaïpole
- Davydiv Brid
- 2e Berdiansk
- Nova Kakhovka
- 2e Kherson
  - Doudtchany
- Dniepr
- Tchoulakivka
- Contre-offensive de 2023
  - Robotyne

Frappes aériennes dans l'Ouest et le Centre de l'Ukraine
- Lviv (02/2022)
- Vinnytsia (03/2022)
- Yavoriv (03/2022)
- Deliatyne (03/2022)
- Dnipro

Guerre navale
- Île des Serpents (02/2022)
- Moskva (04/2022)

Attaques en Crimée
- Novofedorivka (08/2022)
- Djankoï (08/2022)
- Pont de Crimée (10/2022)
- Base navale de Sébastopol (10/2022)
- Pont de Crimée (07/2023)
- Base navale de Sébastopol (09/2023)

Débordement
- Aéroport de Millerovo
- Sabotages en Russie
- Attaques en Transnistrie
- Sabotage des gazoducs Nord Stream
- Terrain d'entraînement militaire de Soloti
- Explosions en Pologne
- Bases aériennes de Dyagilevo et Engels-2
- Base aérienne de Minsk-Matchoulichtchi
- Crise russo-moldave de 2023
  - Accusations de tentative de coup d'État en Moldavie
- Incident de drone de 2023 en mer Noire
- Rébellion du groupe Wagner

Massacres
- Tchernihiv
- Boutcha
- Borodianka
- Olenivka
- Izioum

La bataille de Davydiv Brid est une opération de la contre-offensive ukrainienne de 2022, lors de l'invasion de l'Ukraine par la Russie. En réaction à l'offensive russe du sud de l'Ukraine, les forces ukrainiennes tentent de reprendre une partie de l'oblast de Kherson occupée par la Russie et d'immobiliser les ressources russes. La contre-offensive commence le 27 mai 2022 et est centrée sur le village de Davydiv Brid, qui est repris par l'Ukraine[Information douteuse]. Les forces ukrainiennes sont cependant repoussées sur la rivière Inhoulets le 16 juin 2022.

## Contexte
Le 24 février 2022, la Russie envahit l'Ukraine, dans une forte escalade de la guerre russo-ukrainienne, qui a commencé en 2014. Du 24 février au 1er mars, les forces russes prennent la majeure partie de l'oblast de Kherson, notamment les villes de Berdiansk et Melitopol,.
Le 2 mars, les forces russes s'emparent de Kherson, la première grande ville ukrainienne à être occupée par la Russie lors de l'invasion,,,. En mars, les troupes russes tentent de percer le front dans l'oblast de Mykolaïv, mais elles sont repoussées début avril,. Après la victoire des forces ukrainiennes dans la ville de Mykolaïv, le front Kherson-Mykolaïv commence à stagner.

## Forces en présences

### Russie
Armée de terre russe
- 1er corps d'armée
  - 109e régiment de fusiliers motorisés

 Troupes aéroportées de la fédération de Russie
- 7e division d'assaut aéroporté de la Garde
  -  247e régiment d'assaut aéroporté de la Garde
- 76e division d'assaut aéroportée
  -  104e régiment d'assaut aérien de la Garde
  -  234e régiment d'assaut aéroporté de la Garde
  -  237e régiment d'assaut aéroporté de la Garde
  -  1140e régiment d'artillerie de la Garde
- 11e brigade d'assaut aéroporté de la Garde
- 83e brigade d'assaut aéroporté de la Garde

### Ukraine
Forces armées ukrainiennes :
- Armée de terre ukrainienne
  -  24e brigade mécanisée
  -  61e brigade de chasseurs
  -  63e brigade mécanisée
- Forces d'assaut aérien ukrainiennes
  -  46e brigade aéromobile
- Infanterie navale ukrainienne
  -  35e brigade d'infanterie navale
  -  36e brigade d'infanterie navale
- Force de défense territoriale
  -  109e brigade de défense territoriale

## Déroulement de la bataille

### Premiers affrontements pour le contrôle de la ville
Dans l'après-midi du 27 mai, l'Ukraine lance une contre-offensive dans l'oblast de Kherson près de Davydiv Brid. Des formations ukrainiennes, dirigées par la 5e brigade de chars, avec l'appui d'obusiers M777 de fabrication américaine, traversent la rivière Inhoulets dans la nuit du 27 au 28 mai autour de Davydiv Brid, à 80 km au nord-est de Kherson. Les Russes se retirent de Davydiv Brid vers trois villes à quelques kilomètres au sud-ouest, dont l'état-major ukrainien qualifie la défense de « défavorable ». Le lendemain, de nouveaux rapports confirment que les forces ukrainiennes ont mené une contre-attaque limitée réussie, obligeant les forces russes à se mettre sur la défensive. Cette contre-attaque ukrainienne vise probablement à perturber les efforts de la Russie pour établir de solides positions défensives le long de l'axe sud et à ralentir davantage les efforts de la Russie pour consolider le contrôle administratif sur le sud de l'Ukraine occupée.
Le 31 mai, des images satellite montrent que les troupes russes se sont retirées de Davydiv Brid et ont établi des positions à divers endroits de la ville au cours des jours précédents. Il n'est alors pas clair si les troupes ukrainiennes sont entrées dans la ville ou contrôlent des positions en périphérie, près d'Andriïvka et Bilohirka. Cependant, dans la soirée du même jour, les combats entre les forces russes et ukrainiennes s'intensifient. Dans la nuit du 31 mai au 1er juin, des sources ukrainiennes annoncent que les forces ukrainiennes ont capturé la ville de Davydiv Brid,,.
Les affrontements entre les forces ukrainiennes et russes pour Davydiv Brid se poursuivent dans la première moitié du mois de juin, aucun des camps n'étant en mesure d'assumer le contrôle total. Les frappes d'artillerie se multiplient des deux côtés. La contre-offensive ukrainienne sur Davydiv Brid est suivie d'une série d'actions partisanes d'activistes pro-ukrainiens, qui conduisent à une intensification des actions du Service fédéral de sécurité (FSB) dans la région de Kherson. Le 6 juin, des sources russes rapportent que la tête de pont ukrainienne à Davydiv Brid a été détruite et que les forces ukrainiennes ont été repoussées de l'autre côté de la rivière Inhoulets, ce qui est confirmé par l'Institut pour l'étude de la guerre (ISW) deux semaines plus tard, affirmant que les forces russes ont repris la rive est du fleuve.
Le 13 juin, les forces ukrainiennes s'engagent dans de violents combats avec les forces russes près de Davydiv Brid, les commandants ukrainiens affirmant que leurs forces ont progressivement repoussé les troupes russes et testent leurs deuxième et troisième lignes de défense, ce qui est ensuite démenti par l'ISW. Les duels d'artillerie sur le fleuve se poursuivent entre le 17 et le 21 juin, l'ISW rapportant que les forces russes ont repoussé les troupes ukrainiennes quelque temps avant le 17 juin.

### Contre-offensive de Kherson
Le 31 août, les forces ukrainiennes repassent à l'attaque au moment de l'offensive de Kherson. L'effort principal est d'abord focalisé sur Davydiv Brid, les 35e brigade et 36e brigade d'infanterie navale, la 24e brigade mécanisée, la 46e brigade aéromobile et la 61e brigade d'infanterie attaquent le long de la rivière Inhoulets en face de Sukhyi Stavok, quelques kilomètres à l'ouest de Davydiv Brid. La zone est tenue par les VDV russes de la 76e division d'assaut aéroporté, de la 11e brigade d'assaut aérien et la 83e brigade d'assaut aérien. Dès les premiers jours, la 35e brigade traverse la rivière et détruit le 109e régiment de fusiliers motorisés abandonnés par les VDV et avancent de quelques kilomètres. Au même moment des forces spéciales ukrainiennes échouent à traverser la rivière à Davydiv Brid. 
Le 5 septembre, les brigades de marines à l'aide de blindés BMC Kirpi et chars T-80 attaquent les villages de Kostromka et Bezimenne. La 24e mécanisée tentent de capturer de Bruskynske afin de couper la T2207 et donc la voie de ravitaillement de Davydiv Brid. À partir du 7 septembre, les parachutistes russes de la 11e brigade et du 247e régiment d'assaut aéroporté de la 7e division contre-attaquent à Blahodativka menaçant la brèche ukrainienne. Malgré tout, le 9 septembre, la 46e brigade aéromobile est en mesure de contrôler le village et sécuriser la rivière. Durant la deuxième moitié de septembre, de violents combats se poursuivent entre Bezimenne et Bruskyneske. Le 1er octobre, les ukrainiens attaquent massivement le long du Dniepr et percent les lignes russes en direction de Doudtchany qui est libéré le 4 octobre. Afin d'éviter l'encerclement, les unités russes entre Davydiv Brid et Arkhanhel's'ke doivent se replier. Le 4, les forces russes se retirent et la ville est reprise par l'armée ukrainienne.